# Ophiuche masurialis
Ophiuche masurialis là một loài bướm đêm trong họ Erebidae.